# Xanthorhoe vinosa
Xanthorhoe vinosa är en fjärilsart som beskrevs av W. Warren 1907. Xanthorhoe vinosa ingår i släktet Xanthorhoe och familjen mätare. Inga underarter finns listade i Catalogue of Life.